# Sant Martí de Centelles
Sant Martí de Centelles és un municipi de la comarca d'Osona a la zona sud de la comarca afrontant amb el Vallès Oriental i el Moianès, a la conca del riu Congost i sota els cingles de Bertí. Està situat al sud de la regió de l'Alt Ter. Té una extensió de 25,6 km² i dos nuclis urbans habitats. Sant Martí de Centelles, a la zona del Castell de Sant Martí, i l'Abella, emplaçada entre el riu Congost i els Cingles de Bertí.
La capital municipal és el barri de l'Abella, que es troba al costat de la carretera C-17 de Barcelona a Vic que passa pel municipi. Inclou també el nucli de Sant Martí de Centelles al costat de l'antic castell de Centelles.
| Entitat de població     | Habitants (2024) |
| l'Abella                | 885              |
| Valldaneu               | 222              |
| Sant Martí de Centelles | 104              |
| Sant Miquel Sesperxes   | 49               |
| Font: Idescat           |                  |

## Geografia
- Llista de topònims de Sant Martí de Centelles (orografia: muntanyes, serres, collades, indrets...; hidrografia: rius, fonts...; edificis: cases, masies, esglésies, etc.).

El municipi de Sant Martí de Centelles conforma el límit més meridional de la comarca d'Osona i està situat a la província de Barcelona. S'estén a la dreta del riu Congost, amb una extensió aproximada de 25,70 km², i amb una altitud sobre el nivell del mar de 722 m.
El terme està distribuït en diferents altiplans diferenciats: la part alta se centra en l'antiga parròquia de Sant Martí que ha donat nom al terme travessada per la carretera de Centelles a Sant Feliu de Codines (C-1413) i la part baixa centrada en el nucli de l'Abella i la parròquia de Sant Pere de Valldaneu que té com a límit el riu Congost.
L'ocupació humana es troba disseminada en els territoris de les parròquies de Sant Miquel i Sant Martí i el nucli de població està ubicat a la part baixa del municipi al costat del riu Congost i limitant amb la població d'Aiguafreda i la C-17.

## Llocs d'interès
- La Font de Can Tresquarts
- Font de Ca l'Església
- Pont de l'Abella
- Pla de la Garga
- Cingles de Bertí
- Església de Sant Miquel Sesperxes
- Sant Pere de Valldaneu
- La capella de Sant Jaume
- Escales d'origen romà
- L'Oller
- El Pou
- El Presseguer
- El Fabregar
- El Castellar de Dalt
- La Rovira de Cerdans
- El Soler del Coll
- El Mas Blanc

## Medi físic
El municipi de Sant Martí de Centelles se situa a la riba dreta de la capçalera del riu Congost i el seu territori abraça la Vall del Congost, els Cingles de Bertí i una part de la costa del Puigsagordi.
El cim més elevat del municipi és el Puig Oriol (980 m) i és a l'oest del terme municipal, tot i que el més conegut és el Turó del Castell o l'Agullola de Sant Martí amb 876,6 m d'altitud. El terme presenta altres cims destacats com el Puigfred (933 m), el puig Fabregar (923 m), el Coll de Nou (900 m) i els graus dels Cingles de Bertí coneguts com a la Trona, els Castellets i Can Tresquarts.
El curs fluvial més important el forma el riu Congost que rep la capçalera de les aigües que provenen dels espadats de la part oriental de la Plana de Vic, formades per les rieres de Vall-llossera, l'Avencó i de Martinet. Altres cursos que flueixen al riu són el torrent d'en Vila, el torrent de la Rectoria i de l'Oller, el torrent de Valldaneu i el Sot de la Guillota.
El clima és mediterrani lleugerament continental, amb hiverns més aviat suaus i estius calorosos, però l'impediment natural de les diverses zones muntanyoses fa que hi hagi una certa variació tèrmica. Totes aquestes característiques han donat lloc al desenvolupament de boscs de pins a les parts més baixes i abruptes i alzines i roures a partir dels 800 m. El sotabosc és típic de brucs i bolles, amb escassa presència de boix.
La progressiva instal·lació humana a la muntanya ha repartit el territori entre els camps de conreu, propers a les explotacions agrícoles-ramaderes, i la massa forestal d'alzinar i pineda, anteriorment de roure.

## Poblament
A trets generals, el terme de Sant Martí de Centelles disposa de dos nuclis de sòl urbà amb un desenvolupament urbanístic desigual. Un és el sector de l'Abella, a la part baixa, i l'altre el sector de les Comes, situat a la part alta.
El nucli urbà és el poble de l'Abella ubicat a la part baixa i creat entorn del camí ral i el mas i els molins de l'Abella. El seu creixement es va fer pel sector del pla de Sant Jaume, amb la urbanització dels carrers Puigfred, Tagamanent, Pi i Borrell i Cadenes, com també pel sector sud de l'Oller, el carrer de la Garga i la carretera de l'Oller, on hi ha un important desenvolupament urbanístic.
El que es coneix com a Sant Martí de baix es completa amb la parròquia de Sant Pere de Valldaneu estructurada al voltant d'un grup de masos històrics com l'Oller, ca l'Iglésies i can Ton, can Fàbrega i el Castellar de Dalt.
La parròquia de Sant Martí o el sector de les Comes constitueix l'altra zona urbana del municipi. Tot i que estructuralment se segueix organitzant en base un poblament dispers, i les seves masies són força nombroses, moltes van ser deshabitades i altres es van convertir en cases de segona residència. Les masies més enlairades són el Fabregar i la Rovira dels Cerdans, mentre que la majoria dels masos habitats es troben al costat de la carretera de Sant Feliu de Codines com el Pujol, la Serra, la Viladevall, el mas Pou, mas Blanc, mas Aliguer i el grup de cases del Racó de la Font.
El Pla de la Garga i la parròquia de Sant Miquel Sesperxes també presentaran un hàbitat dispers amb masos com el Febrer, el Presseguer, el Montpar i diversos petits establiments rurals.
| 1497 f | 1515 f | 1553 f | 1717 | 1787 | 1857 | 1877 | 1887 | 1900 | 1910 |
| ------ | ------ | ------ | ---- | ---- | ---- | ---- | ---- | ---- | ---- |
| 25     | 26     | 34     | 89   | 430  | -    | 466  | 453  | 448  | 454  |

| 1920 | 1930 | 1940 | 1950 | 1960 | 1970 | 1981 | 1990 | 1992 | 1994 |
| ---- | ---- | ---- | ---- | ---- | ---- | ---- | ---- | ---- | ---- |
| 572  | 620  | 525  | 578  | 641  | 687  | 733  | 628  | 653  | 653  |

| 1996 | 1998 | 2000 | 2002 | 2004 | 2006 | 2008 | 2010  | 2012  | 2014  |
| ---- | ---- | ---- | ---- | ---- | ---- | ---- | ----- | ----- | ----- |
| 683  | 687  | 729  | 784  | 851  | 907  | 997  | 1.034 | 1.098 | 1.093 |

| 2016  | 2018  | 2020  | 2022  | 2024  | 2026 | 2028 | 2030 | 2032 | 2034 |
| ----- | ----- | ----- | ----- | ----- | ---- | ---- | ---- | ---- | ---- |
| 1.122 | 1.131 | 1.184 | 1.232 | 1.259 | -    | -    | -    | -    | -    |

## Comunicacions

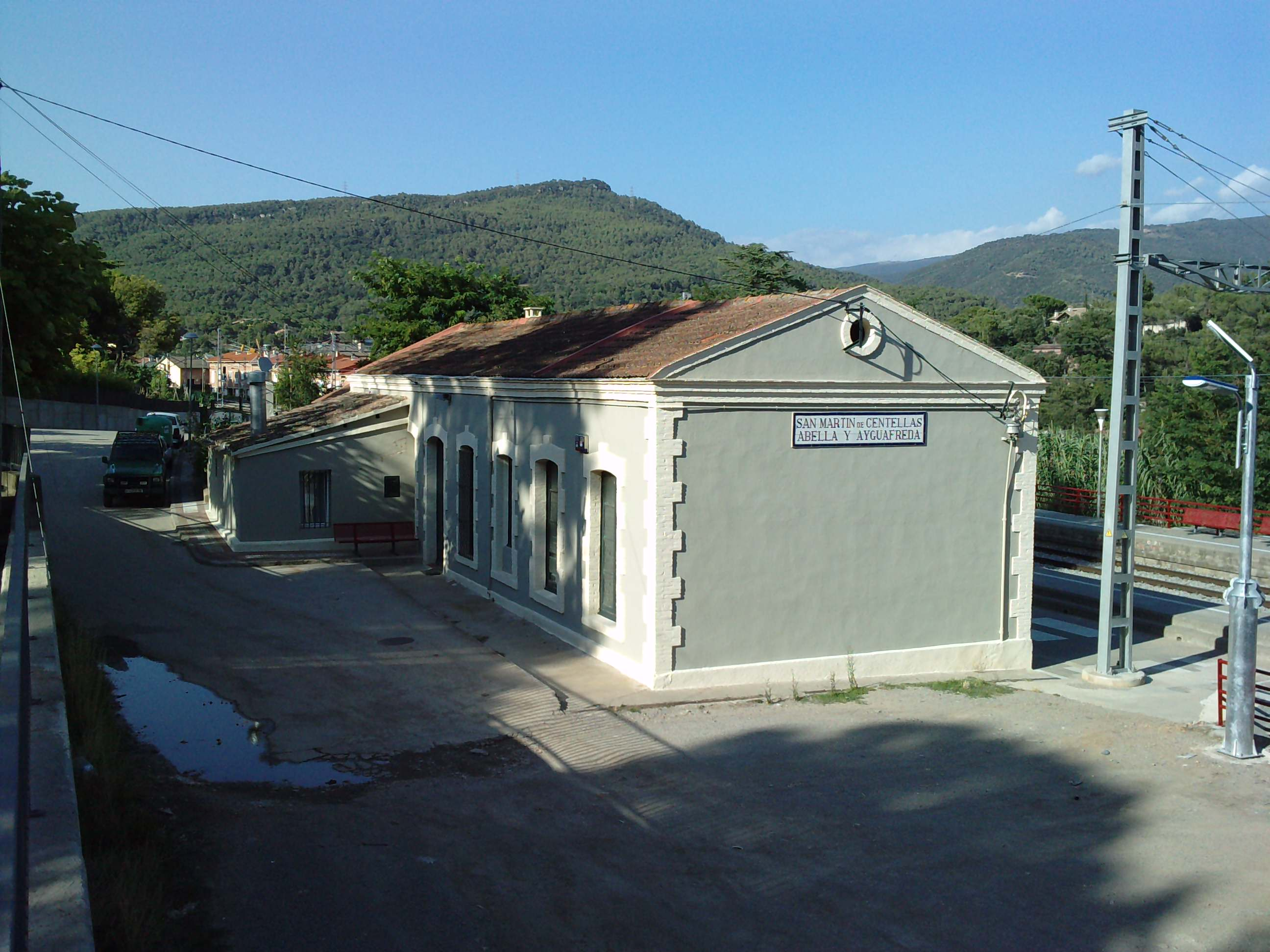
Estació de Sant Martí de Centelles

El municipi es troba estructurat al voltant de dos eixos de comunicació que són paral·lels.
L'eix principal el forma l'actual C-17 (antiga N-152) i permet la comunicació més immediata del nucli de l'Abella amb la resta de municipis del Vallès Oriental. Per dirigir-se cap al nord i, per tant, cap a Osona, l'accés s'ha de realitzar a través del municipi veí d'Aiguafreda.
Un segon eix el forma l'actual C-1413 i antic camí de Sant Feliu de Codines a Centelles. Aquest permet la comunicació de les diverses masies disperses i els petits nuclis com la parròquia de Sant Martí de Centelles i les Comes, Sant Miquel Sesperxes o el Racó de la Font cap al municipi veí de Centelles o cap a Sant Quirze Safaja, en primer terme, i Sant Feliu de Codines, Caldes de Montbui o Moià, en segon terme.
La resta del territori s'organitza en petits camins que comuniquen les diverses masies i establiments humans. D'aquest conjunt en destaquen diversos camins històrics, entre ells el Camí de Sant Pau, una pista rural que arrenca d'una cruïlla de camins a l'Adorar, a l'extrem de llevant del Pla de l'Adorar, damunt i uns 500 metres a ponent de l'Abella, des d'on va cap al nord seguint el relleu que va marcant el territori. Passa pel Dolmen del Duc, tot seguit travessa el Torrent d'en Vila i poc després el Torrent del Poncic, passat el qual discorre pels Terrissos Vermells. En aquell lloc es decanta cap al nord-oest per tal d'adreçar-se a la masia de Ventaiola, actualment en ruïnes. Sempre cap al nord-oest, segueix cap a La Saleta, on enllaça amb una zona urbanitzada, que rep el nom de Sant Pau, situada davant i a ponent d'Aiguafreda.